# Kratopodia andringitra
Kratopodia andringitra är en insektsart som beskrevs av Marius Descamps 1971. Kratopodia andringitra ingår i släktet Kratopodia och familjen Euschmidtiidae. Inga underarter finns listade i Catalogue of Life.